# Bassopiano turanico

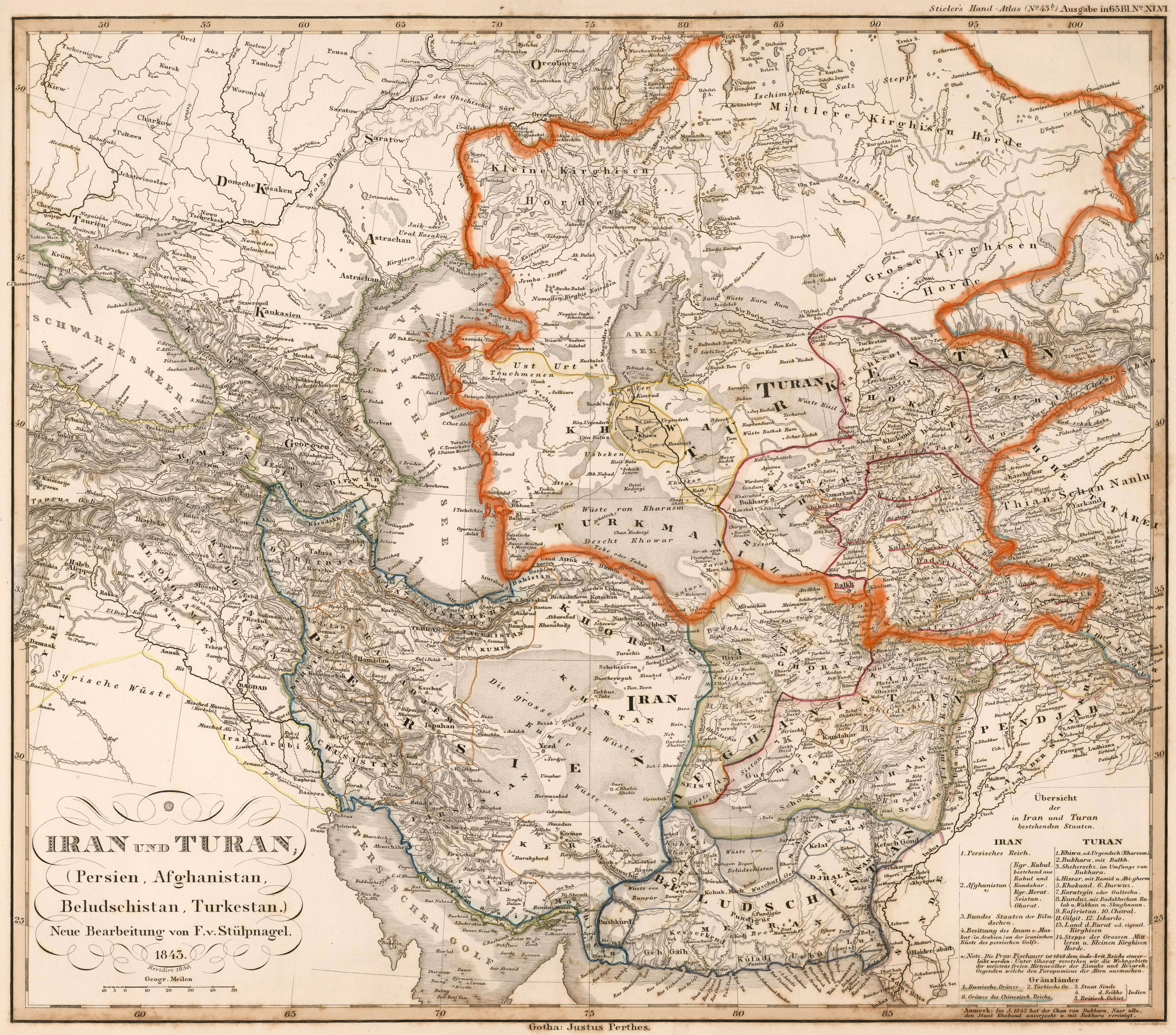
Il bassopiano turanico in una mappa del 1843

Il bassopiano turanico è un bacino di sprofondamento posto tra l'attuale Turkmenistan, al confine con l'Iran, l'Uzbekistan ed il Kazakistan. Si tratta di una delle più ampie distese sabbiose del mondo.
Tradizionalmente il termine viene riferito, soprattutto nelle fonti persiane, a tutta l'Asia centrale.
Si trova a sud-ovest dell'altopiano siberiano, lo scudo che costituisce la parte più antica del continente asiatico. È colmato da detriti e la maggior parte del territorio che lo costituisce era occupato dal lago d'Aral, ora in fase di prosciugamento. Il bassopiano turanico prosegue verso sud nella depressione caspica, occupata appunto dal Mar Caspio.
Nella parte meridionale del bassopiano turanico si trova il deserto del Karakum, mentre il fiume Amu Darya lo attraversa da sud-est a nord-ovest.
Tra le città più importanti che sorgono nel bassopiano turanico troviamo Daşoguz in Turkmenistan, Nukus ed Urganch in Uzbekistan (Vpadina Akchanaya in Turkmenistan sorge a 81 metri sotto il livello del mare). Mediamente piove 381 mm l'anno.
Dalla fine del XIX secolo esiste un'ideologia, detta turanismo, che promuove l'unità e la "rinascita" dei popoli cosiddetti "turanici" (turchici, mongoli, dravidi, ugrici e giapponesi).
| Controllo di autorità | VIAF (EN) 245644658 · GND (DE) 4060058-0 |